# Masturbate-a-thon
Masturbate-a-thon là sự kiện mà người tham gia thực hiện hành vi thủ dâm để gây quỹ từ thiện, nâng cao nhận thức của cộng đồng và xóa tan những định kiến cho rằng hành vi này là xấu hổ và cấm kỵ. Từ năm 1998 đến năm 2003, Masturbate-a-thon gây quỹ khoảng 25.000 đô la cho các sáng kiến sức khỏe phụ nữ và các tổ chức phòng ngừa, giáo dục và điều trị HIV, đồng thời tạo ra những tranh luận về tình dục an toàn và phương thức tình dục an toàn thay thế.
Sự kiện này trao một số danh hiệu cho những người quyên góp được nhiều tiền nhất, những người đạt cực khoái nhiều lần và sức bền khi thủ dâm.

## Lịch sử
Tháng 5 năm 1995, Cửa hàng đồ chơi tình dục San Francisco Good Vibrations phát động tháng Năm là "Tháng Thủ dâm". Hành động này khuyến khích các nhà tài trợ gây quỹ cho các tổ chức từ thiện với mục tiêu là giáo dục giới tính an toàn và tích cực.
Năm 1999, tập thể Doanh nghiệp Good Vibrations thành lập sự kiện Masturbate-a-Thon đầu tiên. ai) ở Manhattan. Vào năm đó, Trung tâm Văn hóa và Tình dục (CSC) của Carol Queen và đối tác Robert Lawrence thực hiện sự kiện trực tiếp đầu tiên được tổ chức tại Nhà hát Campus, San Francisco. Trung tâm Văn hóa và Tình dục (CSC) là một tổ chức giáo dục giới tính phi lợi nhuận ở cấp độ chuyên nghiệp. Sự kiện thường niên này là phương tiện giáo dục sức khỏe cộng đồng để nâng cao nhận thức về tự sướng như một chiến lược cho tình dục an toàn, quan hệ tình dục lành mạnh và giảm thái độ kỳ thị các hành động yêu bản thân.
London đăng cai tổ chức "Masturbate-a-thon" đầu tiên của châu Âu vào ngày 5 tháng 8 năm 2006. Sự kiện này tổ chức với mục đích truyền thông xóa bỏ những định kiến xấu hổ và cấm kỵ liên quan đến thủ dâm. Hàng trăm người đã quyên góp tiền cho tổ chức từ thiện Terrence Higgins Trust và cơ quan sức khỏe sinh sản và tình dục Marie Stopes International.
Năm 2009, Masanobu Sato đã giành chiến thắng trong cuộc thi Masturbate-a-thon do Trung tâm Văn hóa và Tình dục ở San Francisco tổ chức sau khi thủ dâm trong 9h33 phút.
Năm 2012, cuộc thi thủ dâm đầu tiên của Trung Quốc được tổ chức tại Thâm Quyến, Trung Quốc nhân kỷ niệm ngày Thế giới phòng chống AIDS. Ban tổ chức sự kiện giải thích rằng cuộc thi nhằm mục đích thúc đẩy thủ dâm như một phương tiện quan hệ tình dục an toàn nhất và là một phương tiện hiệu quả để tránh lây nhiễm HIV.
Masturbate-a-thon đầu tiên của Montreal (hay còn gọi là "Wankfest") tổ chức vào ngày 4 tháng 5 năm 2013 và gây quỹ cho tổ chức từ thiện Head and Hands, một tổ chức tiếp cận và giáo dục giới tính cho thanh thiếu niên và Sexploreum, một nhóm giáo dục dành cho người lớn khuyến khích vui đùa với tình dục. Masturbate-a-thon 3 vào năm 2014 đã bị hủy bỏ do thiếu người đăng ký.